# Кіровський державний медичний університет
ФДБНЗ ВО Кіровський ДМУ МОЗ Росії — вищий медичний навчальний заклад у місті Кірові.

## Історія
Кіровський державний медичний університет розпочав свою історію 2 квітня 1987 року, коли Розпорядженням Ради Міністрів СРСР на В'ятці був відкрита філія Пермського державного медичного інституту. Рішення про відкриття філії прийнято після робочого візиту в Кіров урядової комісії на чолі з міністром охорони здоров'я РРФСР А. І. Потаповим і ректором Пермського медичного інституту Є. А. Вагнером. Завдяки підтримці першого секретаря Кіровського обласного комітету КПРС В. В. Бакатіна і завідувача Кіровським обласним відділом охорони здоров'я Г. Ф. Шулятьєва філії було передано ряд будівель для розміщення теоретичних і біологічних кафедр, адміністративної та господарської служб.
Виконувачем обов'язків директора нового вишу був призначений директор НДІ гематології та переливання крові В. А. Журавльов, який у 1989 році наказом міністра охорони здоров'я РФ призначений директором філії. Керівництву філії, що складалося тоді з двох осіб: директора В. А. Журавльова та проректора С. Л. Шаригіна, вдалося підготувати філію до першого навчального року за три місяці. Були сформовані перші кафедри, в тому числі й лікувального профілю: нормальної анатомії (А. В. Краєв), біології з курсом гістології (А. В. Молодюк), біонеорганічної, біофізичної хімії з курсом біохімії (П. І. Цапок), дитячих хвороб (Я. Ю. Іллєк), хірургічних хвороб (Ст. А. Журавльов), внутрішніх хвороб (Є. В. Бененсон), акушерства та гінекології (С. А. Дворянський). Завдяки підтримці обласного бюро КПРС і облвиконкому м. Кірова всім іногороднім викладачам було надано житло, що дозволило в короткі терміни сформувати професорсько-викладацький склад першого медичного вишу Вятки.
Поряд із формуванням команди організовані десятки необхідних для освітньої діяльності структурних підрозділів: бібліотека, віварій, деканати, навчальна частина і т. д. Першого вересня 1987 року Кіровська філія Пермського державного медичного інституту вперше відчинила свої двері для студентів. Навчання проходило на двох факультетах: лікувальному і педіатричному, першим деканом яких був доктор медичних наук А. В. Молодюк.
У червні 1993 року відбувся перший випуск лікарів і після успішної державної атестації в травні 1994 року Уряд Російської Федерації прийняв Постанову про створення Кіровського державного медичного інституту. В 1996 році відкрито факультет соціальної роботи, завданням якого стала підготовка фахівців для закладів соціального захисту населення, установ охорони здоров'я та освіти. У 1999 році відбувся 8-й випуск лікарів, і на підставі рекомендації державної атестаційної комісії Міністерства охорони здоров'я РФ визначило Кіровському державного медичного інституту статус академії. У 2001 році відкрито факультет вищої сестринської освіти і факультет економіки і товарознавства (з 2004 — експертизи і товарознавства).
У 2002 році Кіровській ДМА виповнилося 15 років, відбувся 10-й випуск лікарів. У цьому ж році виш очолив доктор медичних наук професор В. С. Мельников. Традиційно академія тісно взаємодіяла з практичною охороною здоров'я, розвивалася науково-дослідна робота. Через два роки Віктор Сергійович Мельников помер від важкої хвороби.
У 2004 році завершилося будівництво 8-поверхового навчального корпусу університету з просторими лекційними класами, затишними кабінетами і сучасними лабораторіями. У ньому розташувалися ректорат, деканати і теоретичні кафедри. Для іногородніх студентів були побудовані три гуртожитки. Зміцніла матеріальна база університету, з'явилися нові лабораторні класи з новітнім обладнанням, сформований висококваліфікований колектив викладачів.
У вересні 2004 року ректором Кіровської державної медичної академії був обраний, а в 2007 році переобраний на новий термін доктор медичних наук професор І. В. Шешунов, який очолює академію донині.
Сьогодні Кіровський державний медичний університет — сучасний виш, який динамічно розвивається, успішно інтегруючи наукову, освітню та медичну діяльність, і є найбільшим науково-освітнім медичним комплексом Кіровської області.
В університеті сформувалися відомі наукові школи: ревматології (професора Б. Ф. Нємцова), хірургії (професорів В. А. Журавльова і В. А. Бахтіна), педіатрії (професора Я. Ю. Іллєка), акушерства та гінекології (професора С. А. Дворянського), соціальної медицини, медичної екології та гігієни (професора Б. А. Петрова), неврології і нейрохірургії (професора Б. Н. Бейна). У 2005 році В. А. Журавльову присвоєно звання «Почесний ректор Кіровської державної медичної академії».
У виші навчаються студенти з різних регіонів Росії та інших країн: Судану, Монголії, В'єтнаму, Сирії, Пакистану, Перу, Азербайджану, Казахстану, Узбекистану, України. В університеті відкрито Анатомічний музей, у якому представлено понад 1000 експонатів. 2005 року відкритий Музей історії університету, який відображає етапи становлення вушу, розвиток наукових шкіл, зміцнення міжнародного співробітництва.
Постійно оновлюється матеріально-технічна база. Студенти займаються в обладнаних аудиторіях, комп'ютерних класах, оснащених сучасною оргтехнікою. Наукова бібліотека університету має книжковий фонд у понад 200 тисяч примірників, навчальну медіатеку й електронну базу даних. Центр маніпулятивних навичок дозволяє студентам на муляжах вдосконалювати своє вміння ставити уколи, робити штучне дихання, масаж серця і багато іншого.
Іногородні студенти Кіровської ДМА проживають у 3 гуртожитках. Найближчим часом завершиться будівництво нової 15-поверхової будівлі гуртожитку. Університет володіє комбінатом харчування, власною друкарнею, оснащеною сучасним поліграфічним устаткуванням.
Університет активно співпрацює з усіма обласними і муніципальними лікувальними установами міста Кірова. У структурі університету є власна клініка, до складу якої входить стаціонар терапевтичного та неврологічного профілю на 100 ліжок, а також консультативно-діагностичне відділення. Клініка і поліклініка університету оснащені новітнім обладнанням, зроблений сучасний ремонт у палатах, лабораторіях та процедурних кабінетах.
У 2009 році вперше пройшов набір на спеціальність «Стоматологія».
Висока якість підготовки фахівців у Кіровській ДМА неодноразово підтверджувалося. У жовтні 2008 року і грудні 2010 року академія першою серед кіровських вишів удостоєна диплому Всеросійського конкурсу «100 найкращих товарів Росії» в номінації «Послуги у сфері освіти». Крім того, першою серед медичних вушів країни була внесена до реєстру Російської торгово-промислової палати та отримала свідоцтво про сертифікацію, що підтверджує високий рівень професійної підготовки випускників. У листопаді 2009 року академії вручений Сертифікат довіри роботодавцю Вятської торгово-промислової палати, який засвідчує, що Кіровська ДМА внесена в реєстр роботодавців, гарантовано дотримуються трудові права працівників.
У 2011 році академія отримала безстрокову ліцензію на право здійснення освітньої діяльності.
Наприкінці 2011 року Кіровська державна медична академія стала першим вищим навчальним закладом в м. Кірові, який отримав сертифікат відповідності системи менеджменту якості щодо розробки і надання освітніх послуг за програмами довишівської, вищої, післявишівської професійної освіти у відповідності з областю ліцензування та державної акредитації.
У 2013 році в Кіровській державної медичної академії відбувся перший набір на спеціальності «Клінічна психологія» та «Медична біохімія».
У 2015 році академія укотре підтвердила високу якість підготовки фахівців, ставши Лауреатом Всеросійського конкурсу «100 найкращих товарів Росії» в номінації «Послуги у сфері освіти». Крім того, на підставі опитувань думок споживачів, проведених у всіх суб'єктах Російської Федерації, Кіровська ДМА стала лауреатом конкурсу «Найкращі виші РФ 2015» та нагороджена дипломом, а ректор, професор І. В. Шешунов — Почесною грамотою за високу фахову підготовку студентів.
У 2016 році виш також став лауреатом конкурсу, крім того, за результатами моніторингу якості освітньої діяльності ВНЗ, проведеного Міністерством освіти і науки Російської Федерації та проектом «Соціальний навігатор» Кіровська державна медична академія увійшла в Топ-10 найкращих вишів країни, посівши місце в перших рядках рейтингу.
Високі досягнення вушу, його визнання і авторитет знайшли відображення в головній події 2016 року — 7 листопада наказом Міністра охорони здоров'я Російської Федерації Вероніки Ігорівни Скворцової Кіровська державна медична академія перейменовано в університет.

## Керівництво
Академію очолює доктор медичних наук, професор Ігор В'ячеславович Шешунов.
- Проректор з навчальної роботи — Євген Миколайович Касаткін
- Проректор з наукової та інноваційної роботи — Надія Костянтинівна Мазіна
- Проректор з медичної діяльності — Сергій Петрович Ашихмін
- Проректор з виховної та соціальної роботи — Лариса Анатоліївна Кописова
- Проректор з адміністративно-господарської роботи — Денис Анатолійович Дранишников

## Факультети

### Лікувальний факультет
Лікувальний факультет Кіровського державного медичного університету організований у 1987 році на підставі рішення вченої ради Кіровського філії Пермського державного медичного інституту, ставши, таким чином, родоначальником вищої медичної школи в місті Кірові.
Нині лікувальний факультет, безсумнівно, є найпотужнішим підрозділом Кіровського ДМУ. Щорічний прийом на перший курс на бюджетній основі за останні роки становить близько 230—260 студентів. Навчання проводиться за денною формою протягом шести років. Викладання ведеться на 44 кафедрах теоретичного і клінічного профілю, де працюють 47 190 докторів і кандидатів наук. Показник оступеневості становить 74,3 %. На факультеті працюють: 1 заслужений діяч науки Російської Федерації, 3 заслужених лікаря Російської Федерації, 2 лауреати Державної премії, 9 членів російських і зарубіжних академій наук. Більше 30 завідувачів кафедр і викладачів нагороджені почесними грамотами МОЗ РФ, більше 50 працівникам присвоєно звання «Відмінник охорони здоров'я», 5 професорів мають звання «Почесний працівник вищої освіти Росії». З дисциплін спеціальності «Лікувальна справа» за останні 5 років отримано 24 патенти на винаходи, проведено 169 науково-практичних конференцій різного рівня.
На лікувальному факультеті поетапно вивчаються гуманітарні та соціально-економічні дисципліни, природничо-наукові, математичні та медико-біологічні дисципліни, і, нарешті, професійні клінічні дисципліни.
У 2013—2014 навчальному році на факультеті навчається 1446 студентів (з них 1213 вступили на бюджетну форму навчання, 233 навчаються на позабюджетної формі). Для забезпечення навчального процесу і науково-дослідної діяльності факультет має достатню матеріально-технічною базою. Підготовка студентів з теоретичних дисциплін ведеться на базі трьох навчально-лабораторних корпусів. Викладання клінічних дисциплін здійснюється на базі власної клініки Кіровського ДМУ і 20 лікувально-профілактичних установ міста Кірова, обладнаних сучасним діагностичним і лікувальним обладнанням. За останні роки оснащеність кафедр і клініки Кіровського ДМУ спеціалізованим навчальним, лабораторним та діагностичним обладнанням істотно зросла.
На кафедрах лікувального факультету сформувалися відомі в Росії і за кордоном науково-педагогічні школи, в першу чергу в галузі хірургії печінки, кардіології та кардіохірургії, акушерства і гінекології, фізіології, офтальмології та мікрохірургії ока, організації охорони здоров'я, ревматології, дерматовенерології, неврології та нейрохірургії, інфекційних хвороб, психіатрії.
Студенти лікувального факультету активно займаються в науковому студентському товаристві при кафедрах. Гуртківці беруть участь у роботі наукових конференцій, які проводяться щороку, як у Кіровському ДМУ, так і в інших вишах Росії і зарубіжжя. Координує цю роботу Студентське наукове товариство (Номус) Кіровського ДМУ. Відмінники навчання, активісти ЗНЗ і самодіяльності нагороджуються дипломами, преміями, представляються до призначення іменних стипендій Президента РФ, Губернатора Кіровської області та ін. За результатами навчання за останні 5 років факультет на 98 % виконує державне замовлення на підготовку студентів за спеціальністю «Лікувальна справа», при цьому середня частка студентів лікувального факультету, які були відраховані з академії за рік, становить не більше 2 %. За останні 3 роки більше 50 студентів лікувального факультету закінчили Кіровський ДМУ, отримавши дипломи «З відзнакою».
Загальне керівництво факультетом здійснює вчена рада лікувального факультету під керівництвом декана І. А. Частоєдової. За факультетом закріплено адміністративно 18 кафедр.
За роки існування лікувального факультету підготовлено понад 4500 лікарів. Випускники Кіровського ДМУ успішно працюють у всіх регіонах Росії, країнах ближнього зарубіжжя, США, Німеччині, Пакистані, Ємені, Сирії, Палестині, Ізраїлі та багатьох інших країнах світу.
Щорічно працевлаштовуються більше 80 % випускників, а найкращі з них продовжують удосконалювати свій професійний рівень, навчаючись в інтернатурі на 23, в ординатурі на 33 та в аспірантурі на 20 спеціальностях, після закінчення яких багато хто залишається працювати в рідній алма-матер.

#### Деканат
- Декан — кандидат медичних наук Ірина Олександрівна Частоєдова
- Заступник декана — Ольга Миколаївна Любезнова
- Заступник декана — Катерина Миколаївна Сухих

#### Кафедри
- Кафедра анатомії
- Кафедра акушерства та гінекології
- Кафедра госпітальної терапії
- Кафедра госпітальної хірургії
- Кафедра дерматовенерології
- Кафедра інфекційних хвороб
- Кафедра громадського здоров'я та охорони здоров'я з курсом економіки та управління
- Кафедра загальної хірургії
- Кафедра офтальмології
- Кафедра онкології
- Кафедра пропедевтики внутрішніх хвороб
- Кафедра психіатрії
- Кафедра сімейної медицини та поліклінічної терапії
- Кафедра сестринської справи
- Кафедра топографічної анатомії та оперативної хірургії
- Кафедра травматології та ортопедії
- Кафедра фармакології
- Кафедра факультетської терапії

### Педіатричний факультет
Педіатричний факультет Кіровського державного медичного університету організовано в 1987 році.
Першим деканом лікувального та педіатричного факультетів працював завідувач кафедри біології з курсом гістології професор, доктор медичних наук А. В. Молодюк.
З 1988 по 1990 рік деканом педіатричного факультету була доцент кафедри нормальної анатомії, кандидат медичних наук А. В. Курбатова.
З 1990 по 2016 рік деканом педіатричного факультету був завідувач кафедри пропедевтики дитячих хвороб Володимир Олександрович Бєляков.
З 2016 року факультет очолює доктор медичних наук Максим Петрович Разін.
Заступник декана — Олена Владиславівна Кузнєцова.
Кафедри, що входять до складу педіатричного факультету:
- Кафедра безпеки життєдіяльності та медицини катастроф
- Кафедра біології
- Кафедра внутрішніх хвороб
- Кафедра дитячої хірургії
- Кафедра іноземних мов
- Кафедра мікробіології та вірусології
- Кафедра неврології і нейрохірургії
- Кафедра нормальної фізіології
- Кафедра пропедевтики дитячих хвороб
- Кафедра педіатрії
- Кафедра факультетської хірургії
- Кафедра фтизіатрії
- Кафедра хімії

Стоматологічний факультет
Стоматологічний факультет Кіровського державного медичного університету відкрито за ініціативою ректора Кіровської ДМА, професора І. В. Шешунова. У квітні 2009 отримана ліцензія на вищу професійну освіту за спеціальністю «Стоматологія», і у вересні 2009 відбулося перше зарахування студентів-стоматологів на денну форму навчання терміном на 5 років.
Основоположними документами для діяльності стоматологічного факультету Кіровського ДМУ є Державний освітній стандарт 2-го покоління і новий, затверджений у 2011 році, Федеральний державний освітній стандарт вищої професійної освіти за спеціальністю «Стоматологія». Основною професійною дисципліною стає «Стоматологія», що об'єднала пропедевтичну, профілактичну, терапевтичну, хірургічну та ортопедичну стоматологію. Крім того, до числа стоматологічних дисциплін відносяться «Щелепно-лицева хірургія», «Дитяча стоматологія» та «Ортодонтія». У варіативній частині новому навчального плану затверджені такі дисципліни як «Сучасні технології в терапевтичній стоматології», «Сучасні технології в хірургічній стоматології», «Сучасні технології в ортопедичній стоматології», «Художня реставрація зубів», «Відбілювання зубів», «Зубне протезування на імплантатах», «Косткопластичні матеріали і технології» і «Періодонтологія (консервативне лікування періодонтитів)».
Організація діяльності кафедри стоматології ведеться у відповідності з Державним освітнім стандартом вищої професійної освіти за спеціальністю «Стоматологія». Підготовка навчально-методичних матеріалів проводиться із залученням авторитетних вітчизняних і зарубіжних вчених-медиків, за підтримки головних установ стоматологічного профілю, таких як Рада ректорів медичних і фармацевтичних вишів Росії (голова академік РАМН Р. П. Котельников) і Московський державний медико-стоматологічний університет (ректор, головний стоматолог МОЗ РФ, професор О. О. Янушевич).
Декан — Світлана Миколаївна Громова.
Кафедри, що входять до складу стоматологічного факультету:
- Кафедра стоматології
- Кафедра патологічної анатомії
- Кафедра патологічної фізіології
- Кафедра судової медицини і права
- Кафедра гістології, цитології та ембріології
- Кафедра фізичної культури

### Соціально-економічний факультет
Соціально-економічний факультет утворено 1 жовтня 2013 року шляхом об'єднання факультетів соціальної роботи, експертизи та товарознавства та вищої сестринської освіти, з метою оптимізації управління освітнім процесом і підвищення якості підготовки студентів.
Факультет соціальної роботи був відкритий у Кіровської державної медичної академії 1996 року. Першим деканом факультету Соціальної роботи був кандидат соціологічних наук Олександр Вікторович Плотніков.
З вересня 2009 року факультетом керувала кандидат філософських наук, доцент, завідувач кафедри соціальної роботи Наталія Сергіївна Семено.
Факультет експертизи і товарознавства створений 26 лютого 2001 року на підставі рішення вченої Ради академії та наказу Міністерства освіти Російської Федерації від 2 березня 2000 року № 686.
Першим деканом факультету був кандидат технічних наук, доцент Микола Іванович Одинцов, з листопада 2006 року — кандидат медичних наук, доцент Євген Миколайович Касаткін, з 1 квітня 2009 року — кандидат технічних наук, доцент Людмила Миколаївна Зонова.
Факультет вищої сестринської освіти заснований у 2001 році. У його витоків стояла перший декан кандидат медичних наук, доцент, завідувач курсом поліклінічної педіатрії з курсом реабілітології кафедри дитячих хвороб Олена Михайлівна Рєзцова.
З 2006 року факультет очолює доктор медичних наук, професор кафедри психіатрії Кіровської ДМА Марина Володимирівна Злоказова.
А з 2007 по 2009 рік — доцент кафедри госпітальної терапії, кандидат медичних наук, доцент Володимир Олександрович Янченко.
З 2009 року — завідувач кафедри сестринської справи кандидат медичних наук, доцент Олена Олексіївна Мухачева.
На факультеті створено всі необхідні умови для підготовки кваліфікованих фахівців відповідно до вимог Болонського процесу, з використанням інноваційних технологій та широкого спектра інформаційно-технічних засобів з опорою на особистісно-орієнтований підхід у навчанні. Сформована система менеджменту якості освіти.
Загальне управління СЕФ здійснює рада факультету. Основними структурними підрозділами факультету є: деканат, кафедри і лабораторії. Навчання ведеться більш ніж на 15 кафедрах академії, де працюють висококваліфіковані фахівці, відповідальні і творчі люди.

Декан — Людмила Миколаївна Шмакова.
До складу СЭФ входять такі кафедри:
- Кафедра гігієни
- Кафедра гуманітарних і соціальних наук
- Кафедра психології і педагогіки
- Кафедра соціальної роботи
- Кафедра товарознавства та товарної експертизи
- Кафедра фізики та медичної інформатики

## Філія в Республіці Комі
У 1996 році в місті Сиктивкар Республіки Комі відкрита філія Кіровського ДМУ на базі Лікувального факультету інституту. При філії діє факультет довишівської та додаткової освіти. Очолює філію Наталія Миколаївна Корабльова.